# Bezirk Hartberg
Der politische Bezirk Hartberg war ein Verwaltungsbezirk des österreichischen Bundeslandes Steiermark. Er grenzte im Westen und Nordwesten an den Bezirk Weiz, im Süden an den ehemaligen Bezirk Fürstenfeld und bildet im Norden und Osten die steirische Landesgrenze gegen die Bezirke Oberwart und Güssing (im Osten) und Neunkirchen, sowie dem Bezirk Wiener Neustadt-Land (im Norden).

## Geschichte
Im Zuge der Reorganisation der steirischen Bezirkshauptmannschaften wurde der Bezirk zum 1. Jänner 2013 mit dem Bezirk Fürstenfeld zum Bezirk Hartberg-Fürstenfeld fusioniert. Bis zum 31. Dezember 2012 umfasste der Bezirk Hartberg ca. 66.600 Einwohner bei einer Fläche von ca. 960 km². Das offizielle Kfz-Kennzeichen war HB.

## Angehörige Gemeinden
Der Bezirk Hartberg umfasste 50 Gemeinden, darunter zwei Städte und sieben Marktgemeinden.

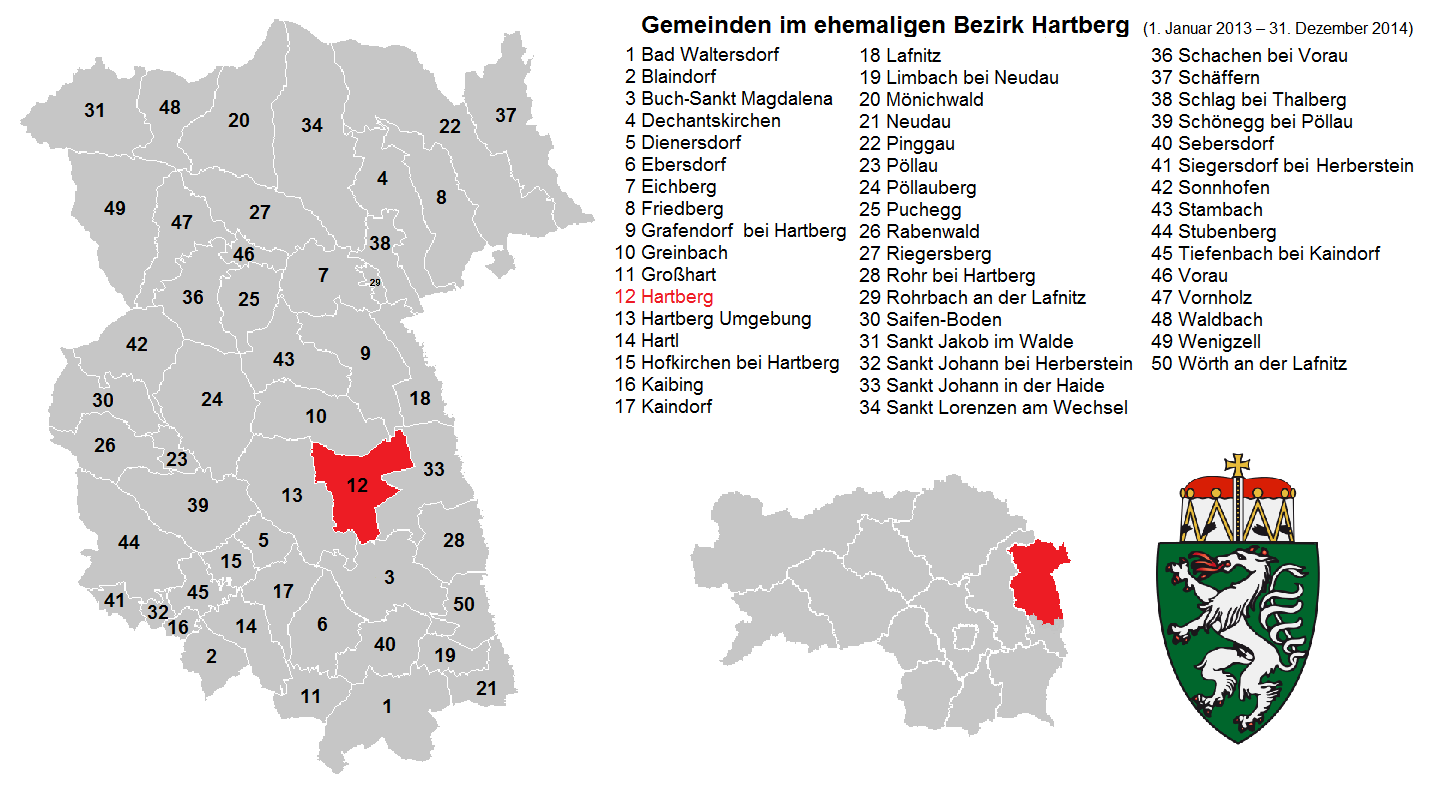

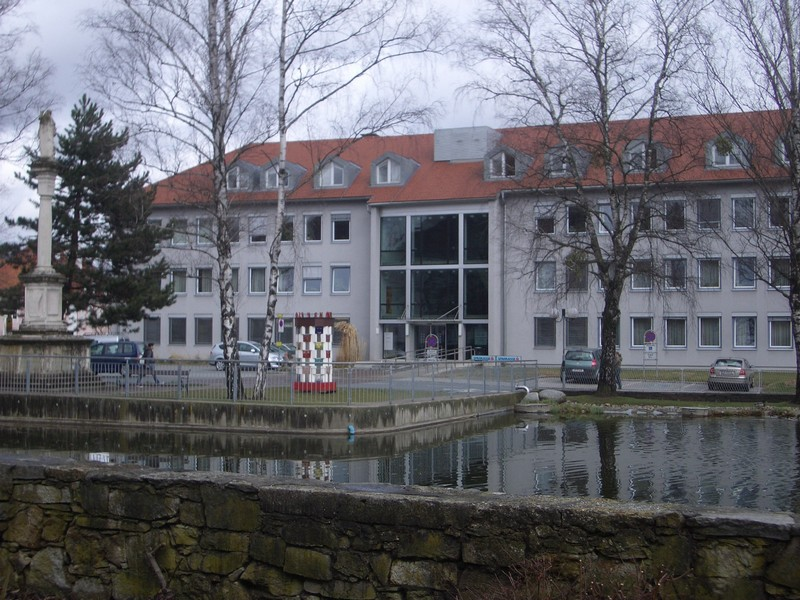
Das Gebäude der Bezirkshauptmannschaft in Hartberg

### Gemeindestruktur-Reform
Die Steiermärkische Landesregierung hat sich 2011 dazu bekannt, im Zuge einer Verwaltungsreform die Zahl der Bezirke und der Gemeinden beträchtlich zu reduzieren. Auslöser dieser Bestrebungen sind die hohe Verschuldung des Bundeslandes und die daher bestehende Notwendigkeit der öffentlichen Hand, substanzielle Einsparungen zu Stande zu bringen.
Am 20. November 2011 stimmten die Wahlberechtigten der Gemeinden Dienersdorf, Ebersdorf, Großhart, Hartl, Hofkirchen bei Hartberg, Kaindorf und Tiefenbach bei Kaindorf darüber ab, ob diese sieben Gemeinden zu einer Großgemeinde zusammengelegt werden soll. Bei einer Wahlbeteiligung von insgesamt 65,66 % wurden 3351 gültige Stimmen gezählt. Von diesen sprachen sich 436 Wähler (13,01 %) für eine Zusammenlegung der Gemeinden aus, während 2915 Wähler (86,99 %) gegen eine Fusion stimmten.
Mit 1. Jänner 2013 wurden die Gemeinden Buch-Geiseldorf und Sankt Magdalena am Lemberg zur Gemeinde Buch-St. Magdalena zusammengelegt.